# Jean-Pierre Beltoise
Jean-Pierre Maurice Georges „Bébel“ Beltoise (* 26. April 1937 in Boulogne-Billancourt; † 5. Januar 2015 in Dakar) war ein französischer Motorrad- und Automobilrennfahrer.
Beltoise begann seine Karriere im Motorradsport und gewann Anfang der 1960er-Jahre in mehreren Klassen insgesamt acht Titel in der französischen Motorradmeisterschaft. 1965 gewann er die französische Formel 3 und wurde 1968 Formel-2-Europameister. 1967 debütierte er für Matra Sports in der Formel 1 und startete bis 1974 bei insgesamt 85 Grands Prix. Weiter nahm er zwischen 1963 und 1979 insgesamt 14 Mal am 24-Stunden-Rennen von Le Mans teil, gewann mehrere Läufe der Sportwagen-Weltmeisterschaft und wurde 1976 und 1977 französischer Tourenwagenmeister.

## Persönliches

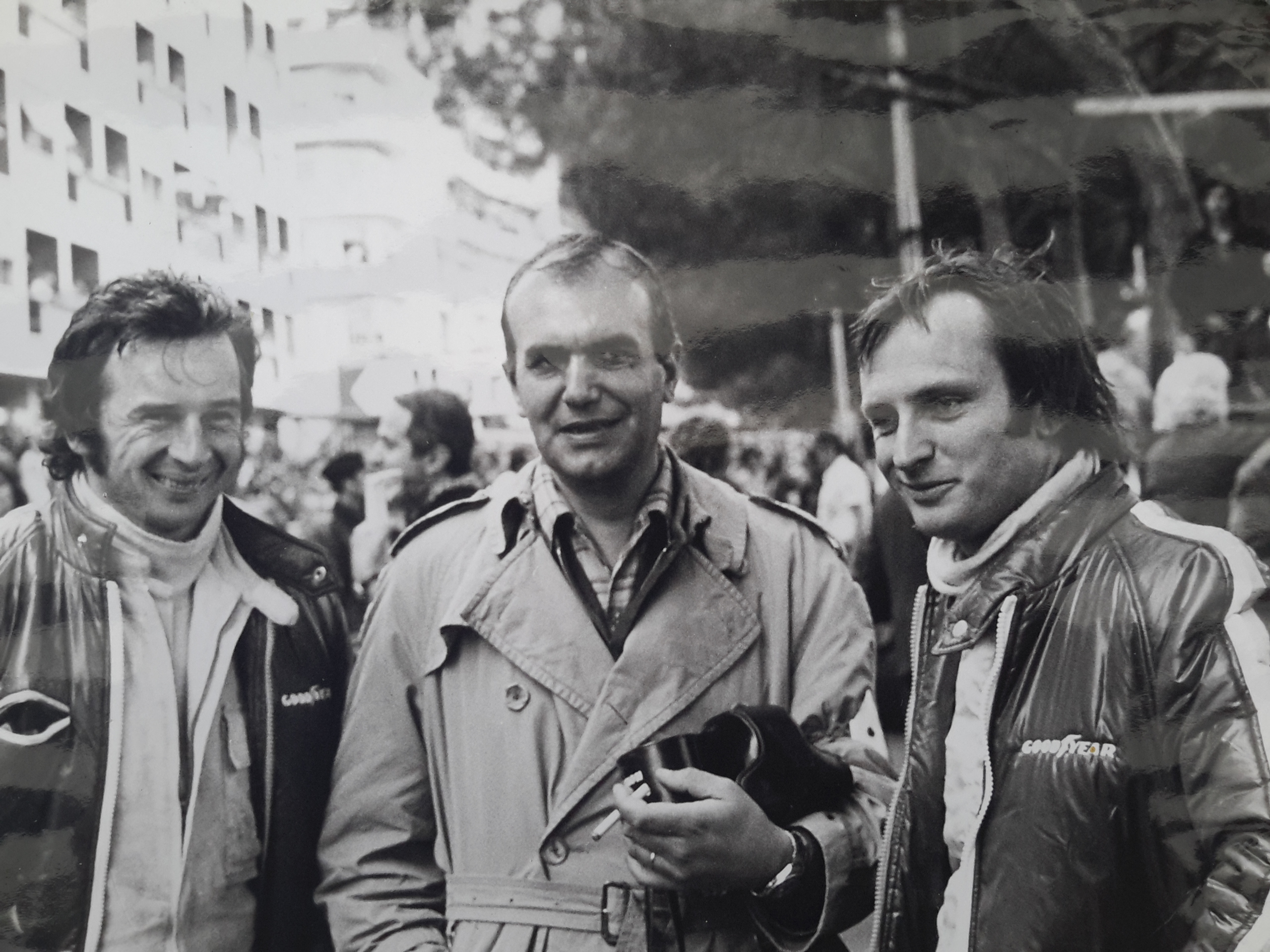
Beltoise mit Georges Martin und Chris Amon in Monaco, 1971

Jean-Pierre Beltoise wurde 1937 als Sohn von Pierre Jean Henri Beltoise und seiner Frau Simone Juliette (geb. Motschwiller) in eine wohlhabende Familie in Boulogne-Billancourt geboren. Er wuchs dort in direkter Nachbarschaft zum Autodrome de Linas-Montlhéry auf und kam so schon früh mit dem Motorsport in Berührung. 1966 kam Beltoises erste Ehefrau Éliane bei einem Automobilunfall ums Leben. Im folgenden Jahr heiratete er Jacqueline Cevert, die ältere Schwester des späteren Grand-Prix-Piloten François Cevert, und bekam mit ihr zwei Söhne, Anthony und Julien, die beide als Rennfahrer aktiv sind. Beltoise und François Cevert verband zudem eine enge Freundschaft; Cevert bewunderte den schnellen Aufstieg seines Landsmannes im Automobilsport Ende der 1960er-Jahre. Beide traten auch als Teamkollegen bei Sportwagenrennen an. 
Nach dem Ende seiner professionellen Karriere gründete er in Trappes eine Fahrschule, für die er auch spezielle Programme und Vortragsreihen zur Förderung der Sicherheit im Straßenverkehr anbot. Außerdem baute er die Rennstrecke Circuit de Haute Saintonge im Département Charente-Maritime auf. Weiter war er Gründer und langjähriges Mitglied der Association de Défense des Citoyens Automobilistes, die sich gegen polizeiliche Willkür im Straßenverkehr einsetzte und betrieb bei Paris eine Kartbahn. Beltoise starb am 5. Januar 2015 während eines Urlaubs in Senegals Hauptstadt Dakar infolge zweier Schlaganfälle überraschend im Alter von 77 Jahren. Er wurde in Saint-Vrain im Département Essonne bestattet.
Aufgrund seines Nachnamens trug Beltoise zeitlebens wie auch sein Landsmann Jean-Paul Belmondo den Spitznamen „Bébel“.

## Karriere

### Frühe Karriere und Motorradsport (bis 1964)
Beltoise begann seine Rennkarriere im Motorradsport und war Anfang der 1960er Jahre einer der erfolgreichsten französischen Motorradrennfahrer. Er gewann von 1961 bis 1964 viermal in Folge den Titel in der französischen Motorradmeisterschaft in der Klasse bis 125 cm³, dazu in den gleichen Jahren dreimal den Titel in den Klassen bis 175 cm³ und bis 250 cm³ sowie einmal den Titel in der 500-cm³-Klasse. Außerdem nahm er in den Klassen bis 50, bis 125 und bis 250 cm³ an der Motorrad-Weltmeisterschaft teil, seine beste Platzierung hier war der sechste Platz in der 50-cm³-Klasse 1964. In diesem Jahr erreichte er auch sein bestes Einzelergebnis, den dritten Platz hinter Hugh Anderson und Hans Georg Anscheidt beim Großen Preis von Frankreich, ebenfalls in der 50-cm³-Klasse auf Kreidler.
Bereits 1963 startete Beltoise zum ersten Mal beim 24-Stunden-Rennen von Le Mans. Er fuhr mit Claude Bobrowski für René Bonnet einen Bonnet Aerodjet und wurde Klassensieger für Prototypen von 1001 bis 1150 cm³ Hubraum. Ein Jahr später wurde er erneut von Bonnet verpflichtet, dieses Mal an der Seite von Gérard Laureau. Das Duo fiel mit defekter Benzinpumpe an ihrem Aerodjet aus. Beim 12-Stunden-Rennen von Reims 1964 verunfallte Beltoise schwer, als er in einem Bonnet von der Strecke abkam, sich mehrfach überschlug und aus seinem Wagen geschleudert wurde, der völlig ausbrannte. Beltoise wurde ohnmächtig in einem Graben aufgefunden, nachdem im Radio bereits sein Tod durch Verbrennen verkündet worden war. Beltoise zog sich komplizierte Brüche am linken Arm zu und verbrachte insgesamt zehn Monate im Krankenhaus. Zwar entging er der Amputation, litt aber zeitlebens unter einem Handicap, das seine Motorradkarriere zwangsweise beendete und auch seine Automobilkarriere negativ beeinflusste. Ende 1964 wurde Automobiles René Bonnet von Matra Sports übernommen, die Beltoise in ihr Förderprogramm im Automobilsport aufnahmen und mit denen er bis in die 1970er-Jahre hinein eng verbunden blieb.

### Matra-Stammfahrer im Monoposto und Sportwagen (1965–1969)

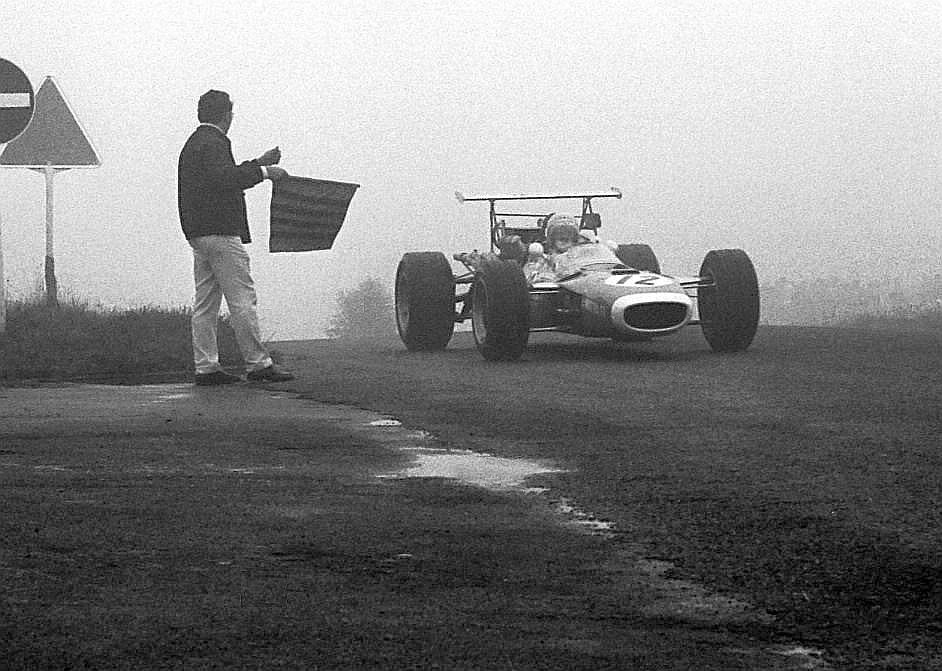
Beltoise im Matra MS11 beim Eifelrennen, 1968

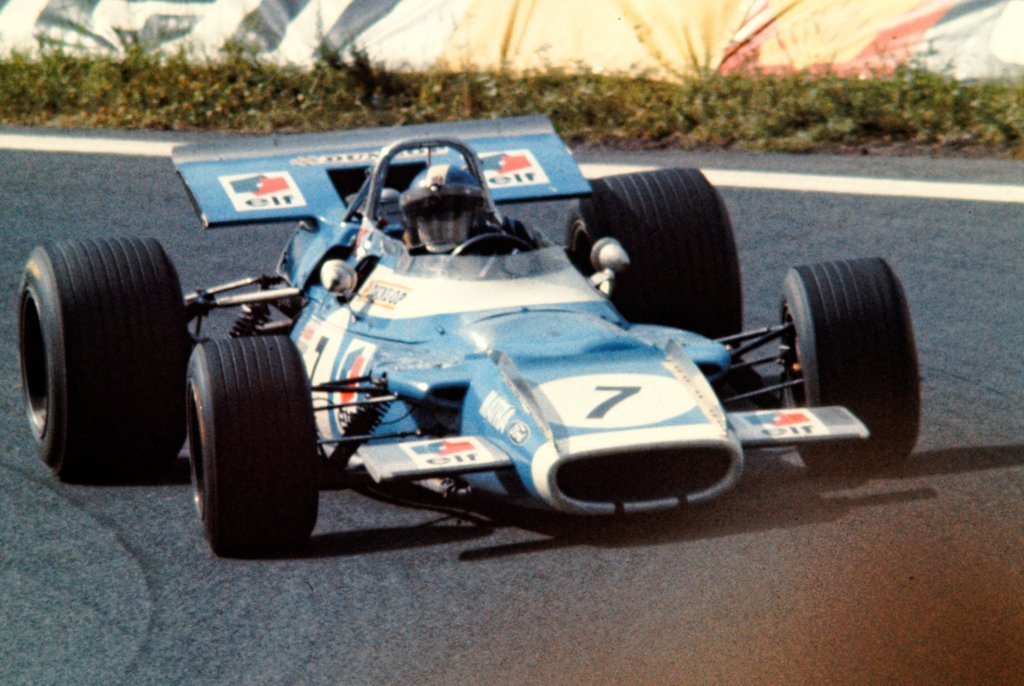
Beltoise auf Matra MS80 in der Formel 1, 1969

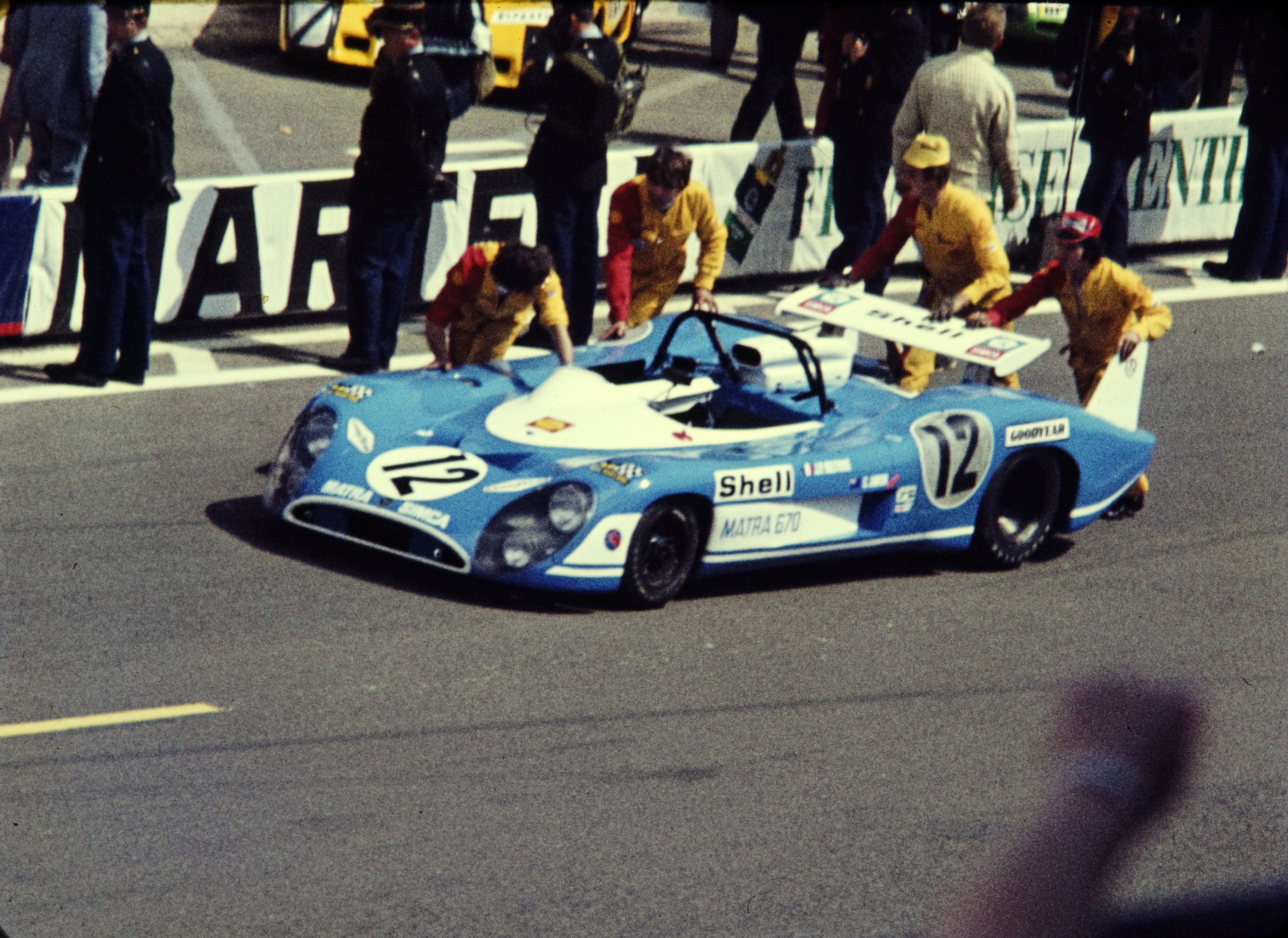
Matra MS670, mit dem das Duo Beltoise/Amon 1971 das 24-Stunden-Rennen von Le Mans bestritt

Matra Sports beabsichtigte, ab 1965 mit der Konstruktion eigener Monopostos zu beginnen, bis in die Formel 1 aufzusteigen und zudem mit einer gesamtfranzösischen Sportwagen-Mannschaft das 24-Stunden-Rennen von Le Mans zu gewinnen. Dazu nahm das Team eine Gruppe französischer Nachwuchsfahrer unter Vertrag, die von den unteren Klassen bis an die Spitze des internationalen Motorsports hin gefördert werden sollten. Dazu gehörten neben Beltoise auch Johnny Servoz-Gavin, Henri Pescarolo, Jo Schlesser, Jean-Pierre Jaussaud und später François Cevert, mit denen er wiederholt eine Fahrerpaarung im Formelsport sowie bei Sportwagenrennen bildete.
Die erste Station für Beltoise im Monoposto war 1965 die französische Formel-3-Meisterschaft, die er mit einem Matra MS5 bereits beim ersten Versuch gewann. Danach stieg er in die Formel-2-Europameisterschaft auf, die er 1968 mit einem Matra MS7 ebenfalls gewann. Parallel dazu startete er bereits beim Großen Preis von Deutschland 1966 zusammen mit Jo Schlesser zu seinem ersten Formel-1-Rennen. Um die Läufe auf der fast 23 km langen Nordschleife für die Zuschauer attraktiver zu machen, entschied der Veranstalter, auch Formel-2-Wagen zum Grand Prix zuzulassen, um so die Zahl der Fahrzeuge auf der Strecke zu erhöhen. Beltoise wurde mit einem Matra MS6 Achter in der Gesamtwertung und setzte sich gegen die zehn anderen Formel-2-Teilnehmer durch. Da diese Gruppe aber nicht offiziell Teil des Starterfeldes war, zählte diese Teilnahme nicht in der Formel-1-Statistik der Fahrer.
Nach einem Jahr ohne Teilnahme erschien Beltoise 1966 wieder zum 24-Stunden-Rennen von Le Mans. Er bildete mit Johnny Servoz-Gavin eine der drei Fahrerpaarungen, die für das Matra-Werksteam mit Matra MS620 beim Rennen starteten. Keine der drei Wagen kam ins Ziel – Beltoise und Servoz-Gavin mussten mit Getriebeschaden aufgeben. 1967 startete er erneut mit Servoz-Gavin für das nun mit nur zwei Fahrzeugen antretende Matra-Sports-Team. Der neue Matra MS630 hatte Potential, litt aber unter dem defektanfälligen B.R.M.-Motor. Nach rund zwölf Stunden Renndauer schied das Duo mit Motorschaden aus dem Rennen aus.
In der Formel-1-Saison 1967 debütierte Matra Sports zudem mit einem Werksteam in der Formel 1, trat jedoch mit Matra MS7 nach Formel-2-Reglement an. Diese Einsätze wurden für die Meisterschaft gewertet, sollten aber hauptsächlich dazu dienen, den Einstieg mit einem eigenen Formel-1-Wagen im darauffolgenden Jahr vorzubereiten. Matra meldete Beltoise und Johnny Servoz-Gavin erstmals zum prestigeträchtigen Großen Preis von Monaco. Auf der engen, langsamen Strecke hatten die deutlich stärkeren, aber auch schwereren Formel-1-Wagen keinen wirklichen Vorteil. Das Debüt wurde aber zum Desaster: Beltoise gelang die Qualifikation nicht, Servoz-Gavin schied bereits in der vierten Runde mit einem Defekt an der Kraftstoffeinspritzung aus. Danach erschien Matra nur noch zu den Grands Prix in den USA und in Mexiko. Beltoise startete allein und kam bei beiden Rennen als Siebter außerhalb der Punkteränge ins Ziel. Dementsprechend wurde er am Saisonende nicht klassifiziert.
Mit Beginn der Formel-1-Saison 1968 erweiterte Matra sein Engagement mit nun nach den Regularien der Formel 1 konstruiertem Chassis. Neben dem Werksteam Matra Sports, das den Matra MS11 mit eigenem V12-Motor einsetzte, trat das als Matra International gemeldete Tyrrell-Kundenteam mit den sehr ähnlichen Matra MS10 mit Cosworth-DFV-Motor an. Einzig beim Großen Preis von Südafrika startete Beltoise noch mit dem Formel-2-MS7, da die eigentlich vorgesehenen MS10/MS11 nicht rechtzeitig fertiggestellt werden konnten und als einziges nach Formel-1-Regeln verfügbares Fahrzeug nur das experimentelle Unikat MS9 zur Verfügung stand, das aber bereits von Tyrrell für Jackie Stewart vorbereitet worden war. Trotzdem erzielte Beltoise als Sechster seinen ersten Punkt in der Formel-1-Weltmeisterschaft. Danach bestritt Beltoise den Großen Preis von Spanien für Tyrrell, fuhr aber die restlichen Rennen der Saison für das Matra-Werksteam. Mit dem MS11 kam er 1968 zweimal in die Punkteränge: Beim Großen Preis der Niederlande wurde Beltoise Zweiter hinter Stewarts MS10; den Großen Preis von Italien beendete er als Fünfter. Insgesamt belegte Beltoise in seinem ersten vollständigen Formel-1-Jahr mit 11 Punkten Rang neun der Fahrerwertung.
1969 wechselte Beltoise vollständig zu Tyrrell bzw. Matra International, da das Werksteam in diesem Jahr nicht antrat. Zwar punktete er regelmäßig, blieb aber deutlich im Schatten seines Teamkollegen Jackie Stewart, der Weltmeister wurde. Beltoises bestes Ergebnis war ein zweiter Platz bei seinem Heimrennen auf der Charade. In Spanien und Italien wurde er jeweils Dritter. In diesem Jahr fuhr er außerdem einmalig den allradgetriebenen Matra MS84, erreichte aber keine Zielankunft in den Punkterängen. Mit 21 Punkten erreichte Beltoise in diesem Jahr Rang fünf der Fahrerwertung, das beste Ergebnis in seiner Formel-1-Karriere. Außerdem gewann er zusammen mit Stewart die Konstrukteurs-Weltmeisterschaft für Matra.
Weiter nahm Beltoise am 24-Stunden-Rennen von Le Mans 1969 teil und pilotierte dort zusammen mit Piers Courage den neuen Matra MS650. Das Duo erreichte den vierten Platz in der Gesamtwertung. Dies blieb Beltoise’ bestes Ergebnis bei diesem Wettbewerb.

### Formel 1 mit B.R.M. und letzte Matra-Erfolge (1970–1974)

Beltoise im B.R.M., Anderstorp, 1973

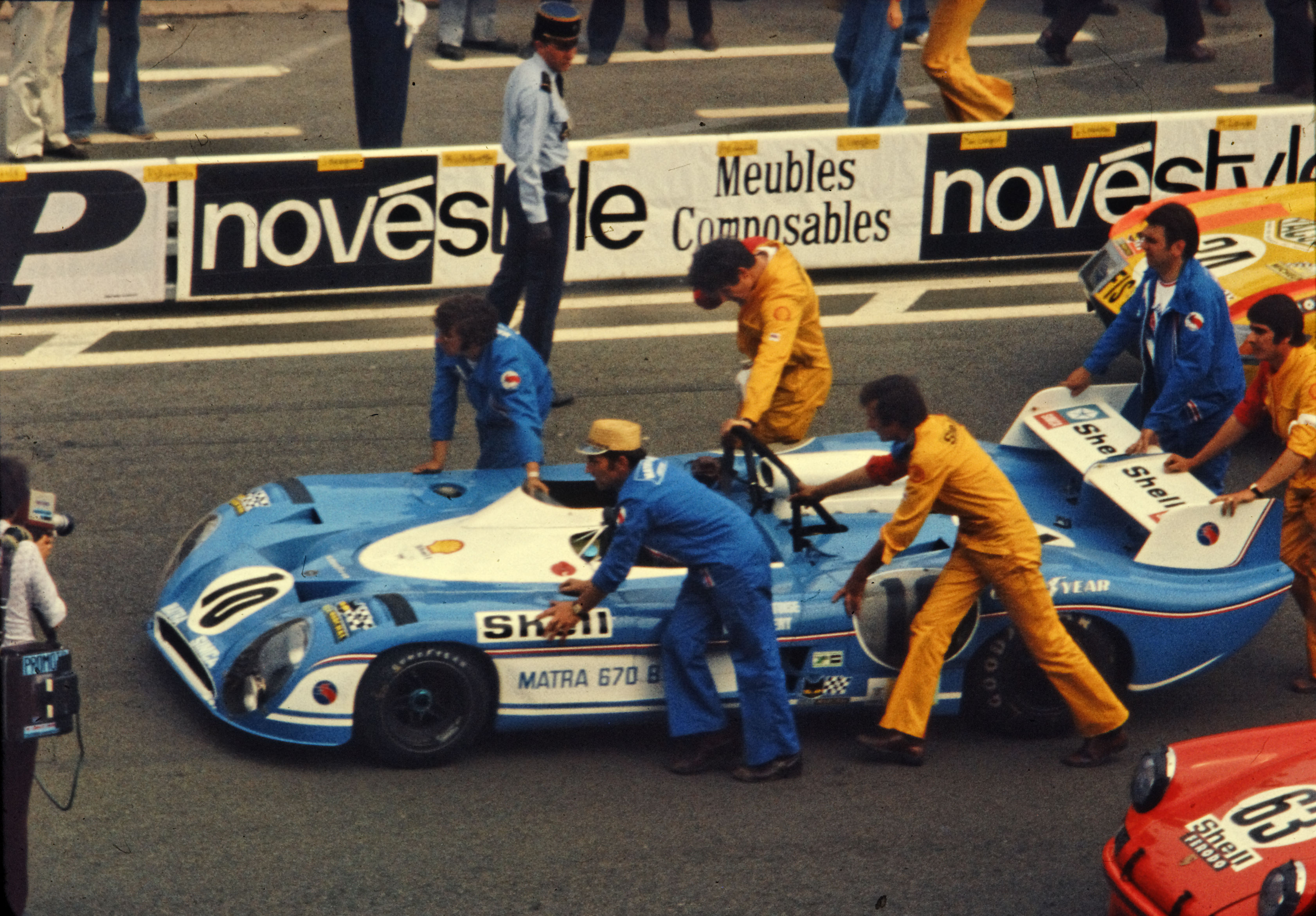
Matra MS670 von Beltoise/Cevert beim 24-Stunden-Rennen von Le Mans 1973

In der Formel-1-Saison 1970 kehrte Beltoise zum Matra-Werksteam zurück; seinen Platz bei Tyrrell übernahm im Frühjahr 1970 François Cevert. Beltoise’ sportliche Erfolge ließen allerdings nach. Er belegte am Saisonende mit 16 Punkten Rang neun der Fahrerwertung, das beste Saisonergebnis waren zwei dritte Plätze. Das Jahr 1971 wurde von einem dramatischen Vorfall überschattet, der sich im Januar gleichen Jahres beim 1000-km-Rennen von Buenos Aires ereignet hatte: Beltoise war mit Jean-Pierre Jabouille auf einem MS660-Sportwagen als einzige Matra-Mannschaft zum Rennen gestartet und saß am Steuer, als ihm kurz vor der Boxengasse das Benzin ausging. Er entschied sich, das Fahrzeug an die Box zu schieben. Das war in dieser Zeit kein unüblicher Vorgang. Da Beltoise aber am linken Streckenrand zum Stillstand gekommen war, begann er, seinen Wagen quer über die Strecke zu schieben, um die rechts liegende Boxengasse zu erreichen. Ignazio Giunti im Ferrari 312PB konnte nicht ausweichen und streifte die linke Seite des mitten auf der Fahrbahn stehenden Matra. Der Ferrari riss auseinander und ging sofort in Flammen auf. Giunti erlitt schwerste Brandverletzungen und starb wenig später im Krankenhaus. Beltoise blieb unverletzt. Als Reaktion auf dieses Verhalten entzog die FFSA ihm bis Anfang April 1971 die Rennlizenz, außerdem strengte die argentinische Justiz Ermittlungen wegen fahrlässiger Tötung gegen ihn an, die aber ergebnislos blieben. Als Konsequenz trat er nur zu einem Teil der in der Formel-1-Weltmeisterschaft 1971 ausgeschriebenen Rennen an und erzielte dabei nur einen Punkt.
Ab 1972 begann Matra Sports sein Engagement in der Formel 1 zugunsten der Sportwagen-Weltmeisterschaft herunterzufahren. Es wurde nur noch ein Wagen gemeldet, den Chris Amon fuhr. Der dadurch frustrierte und ohne Cockpit dastehende Beltoise schloss sich daraufhin dem B.R.M.-Team an, für das er von 1972 bis 1974 insgesamt 40 Rennen fuhr. In seinem ersten Jahr für das Team erzielte er in Monaco im strömenden Regen seinen einzigen Grand-Prix-Sieg und litt danach immer weiter unter nicht mehr konkurrenzfähigem Material. Nur in Südafrika erzielte er noch einmal eine Podiumsplatzierung. Sein letztes Formel-1-Rennen bestritt Beltoise beim Großen Preis von Kanada 1974. Zum letzten Rennen der Saison 1974, beim Großen Preis der USA, konnte er infolge einer im Trainingslauf erlittenen Verletzung nicht starten. Beltoise erzielte bei seinen Einsätzen in der Formel 1 insgesamt 77 WM-Punkte. Viermal fuhr er die schnellste Rennrunde.
Ganz anders lief es für Beltoise im Sportwagen: Mit dem Matra MS670 bzw. MS680 verfügte er über das stärkste Fahrzeug im Fahrerfeld. Nachdem er 1972 und 1973 von Matra Sports kaum noch für Rennen gemeldet wurde, hatte er 1974 zusammen mit Jean-Pierre Jarier durch seine zahlreichen Siege maßgeblichen Einfluss auf den dritten Gesamtsieg seiner Marke in der Marken-Weltmeisterschaft in Folge. Weiterhin nahm er zwischen 1970 und 1974 noch fünfmal für Matra am 24-Stunden-Rennen von Le Mans teil, fiel aber jedes Mal aus.
Als Matra Ende 1974 begann, sich vom internationalen Motorsport vollständig zurückzuziehen, begann auch Beltoise’ Karriere langsam auszuklingen.

### Späte Karriere und letzte Erfolge (ab 1975)

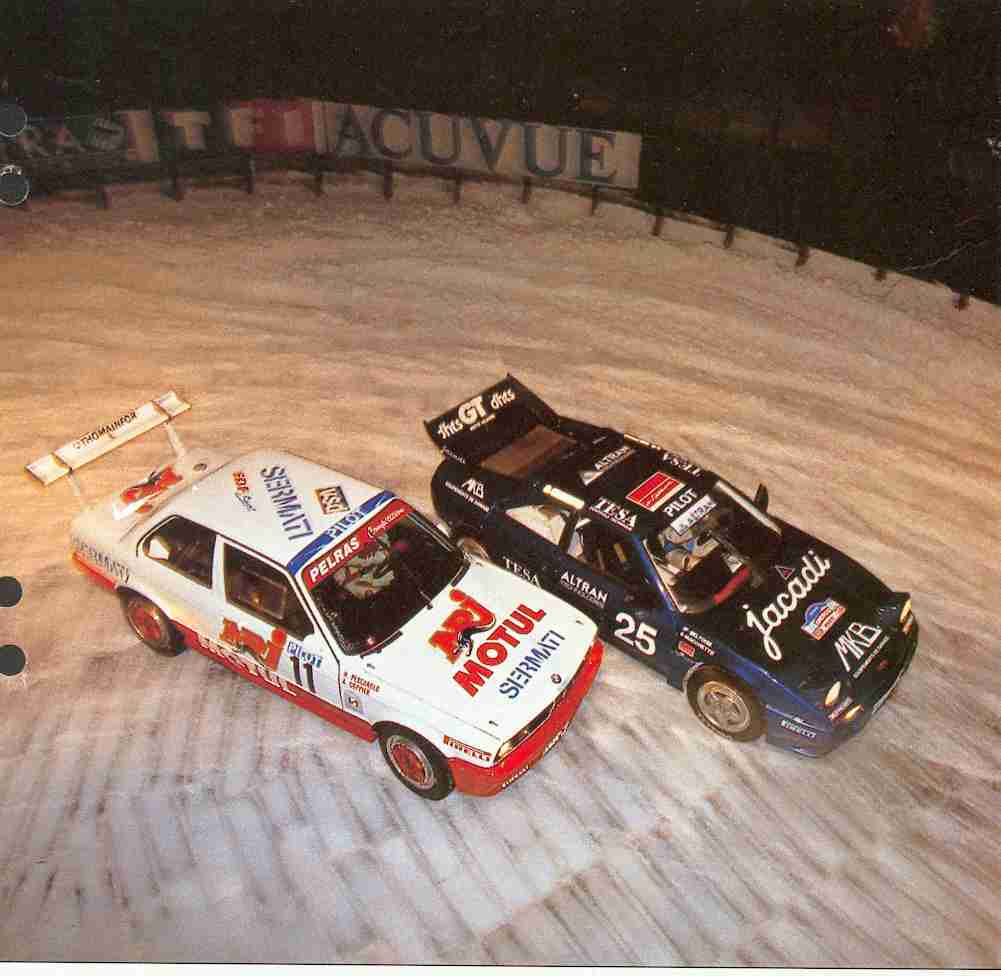
Beltoise (rechts) bei einem Eisrennen in Paris, 1993

Nach dem Ende seiner aktiven Karriere in der Formel 1 organisierte er den Transfer des Inventars und Personals des ehemaligen Matra-Sports-Teams zur Équipe Ligier, die zur Saison 1976 in die Formel 1 einsteigen wollten. Beltoise führte intensive Entwicklungsarbeit am Ligier JS5 durch und hoffte zunächst, mit dem neuen Wagen in die höchste Klasse des Motorsports zurückkehren zu können. Letztlich ging das Cockpit aber an Jacques Laffite. Daraufhin bestritt Beltoise Rennen in Frankreich, bei denen er für das BMW-Team 1976 und 1977 den Titel des französischen Tourenwagenmeisters gewann. Darüber hinaus engagierte er sich bei Rallycross-Veranstaltungen und erzielte 1979 in einem Alpine A310 mit 1600-cm³-Motor den französischen Meistertitel. 1981 kehrte er zur französischen Tourenwagen-Meisterschaft zurück und startete dort bis 1993 unter anderem für Peugeot und Porsche. Außerdem fuhr er einige Eisrennen.
Nach einem Intermezzo bei Ligier, für die er mit Jean-Pierre Jarier erfolglos auf Ligier JS2 am 24-Stunden-Rennen von Le Mans 1975 teilnahm, startete er 1976, 1977 und 1978 für Jean Rondeau letztmals bei dieser Veranstaltung. Dabei erzielte er 1976 zusammen mit Henri Pescarolo auf Inaltéra LM den Klassensieg für GTP-Fahrzeuge.
Ende der 1970er-Jahre war er an der Entwicklung des Matra Murena beteiligt und insbesondere in die Abstimmung des Fahrwerks eingebunden.
1993 testete er in Vorbereitung auf das 24-Stunden-Rennen von Le Mans einen privaten Porsche 962 für das Team Guy Chotard, wurde aber für die Fahrermannschaft letztendlich nicht berücksichtigt.

## Statistik

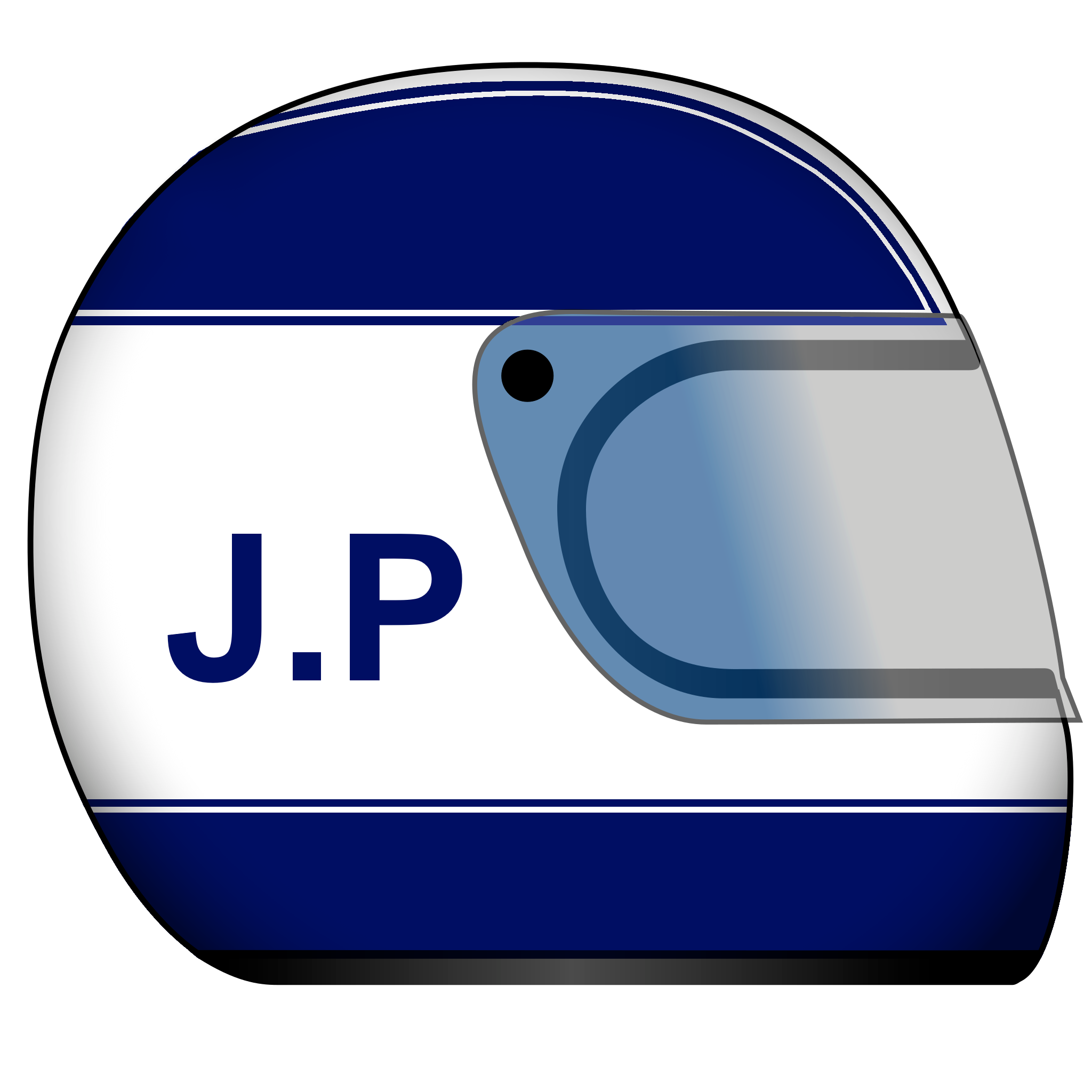
Das Helmdesign von Beltoise im Jahr 1974

### Statistik in der Automobil-Weltmeisterschaft
Diese Statistik umfasst alle Teilnahmen des Fahrers an der Automobil-Weltmeisterschaft, die heutzutage als Formel-1-Weltmeisterschaft bezeichnet wird.

#### Grand-Prix-Siege
- 1972  Großer Preis von Monaco (Monte Carlo)

#### Gesamtübersicht
| Saison | Team                | Chassis      | Motor               | Rennen | Siege | Zweiter | Dritter | Poles | schn. Rennrunden | Punkte | WM-Pos. |
| ------ | ------------------- | ------------ | ------------------- | ------ | ----- | ------- | ------- | ----- | ---------------- | ------ | ------- |
| 1967   | Matra Sports        | Matra MS7    | Cosworth FVA 1.6 L4 | 2      | −     | −       | −       | −     | −                | −      | NC      |
| 1968   | Matra Sports        | Matra MS7    | Cosworth FVA 1.6 L4 | 1      | −     | −       | −       | −     | −                | 11     | 9.      |
| 1968   | Matra Sports        | Matra MS11   | Matra MS9 3.0 V12   | 10     | −     | 1       | −       | −     | 1                | 11     | 9.      |
| 1968   | Matra International | Matra MS10   | Cosworth DFV 3.0 V8 | 1      | −     | −       | −       | −     | 1                | 11     | 9.      |
| 1969   | Matra International | Matra MS10   | Cosworth DFV 3.0 V8 | 1      | −     | −       | −       | −     | −                | 21     | 5.      |
| 1969   | Matra International | Matra MS80   | Cosworth DFV 3.0 V8 | 9      | −     | 1       | 2       | −     | 1                | 21     | 5.      |
| 1969   | Matra International | Matra MS84   | Cosworth DFV 3.0 V8 | 1      | −     | −       | −       | −     | −                | 21     | 5.      |
| 1970   | Equipe Matra Elf    | Matra MS120  | Matra MS12 3.0 V12  | 13     | −     | −       | 2       | −     | −                | 16     | 9.      |
| 1971   | Equipe Matra Sports | Matra MS120B | Matra MS71 3.0 V12  | 7      | −     | −       | −       | −     | −                | 1      | 22.     |
| 1972   | Marlboro BRM        | BRM P160B    | BRM 3.0 V12         | 5      | 1     | −       | −       | −     | 1                | 9      | 11.     |
| 1972   | Marlboro BRM        | BRM P160C    | BRM 3.0 V12         | 3      | −     | −       | −       | −     | −                | 9      | 11.     |
| 1972   | Marlboro BRM        | BRM P180     | BRM 3.0 V12         | 3      | −     | −       | −       | −     | −                | 9      | 11.     |
| 1973   | Marlboro BRM        | BRM P160D    | BRM 3.0 V12         | 3      | −     | −       | −       | −     | −                | 9      | 10.     |
| 1973   | Marlboro BRM        | BRM P160E    | BRM 3.0 V12         | 12     | −     | −       | −       | −     | −                | 9      | 10.     |
| 1974   | Team Motul BRM      | BRM P160E    | BRM 3.0 V12         | 2      | −     | −       | −       | −     | −                | 10     | 13.     |
| 1974   | Team Motul BRM      | BRM P201     | BRM 3.0 V12         | 12     | −     | 1       | −       | −     | −                | 10     | 13.     |
| Gesamt | Gesamt              | Gesamt       | Gesamt              | 85     | 1     | 3       | 4       | −     | 4                | 77     |         |

#### Einzelergebnisse
| Saison | 1   | 2   | 3   | 4   | 5   | 6   | 7   | 8   | 9   | 10  | 11  | 12  | 13 | 14  | 15 |
| ------ | --- | --- | --- | --- | --- | --- | --- | --- | --- | --- | --- | --- | -- | --- | -- |
| 1967   |     |     |     |     |     |     |     |     |     |     |     |     |    |     |    |
|        | DNQ |     |     |     |     |     |     |     | 7   | 7   |     |     |    |     |    |
| 1968   |     |     |     |     |     |     |     |     |     |     |     |     |    |     |    |
| 6      | 5   | DNF | 8   | 2   | 9   | DNF | DNF | 5   | DNF | DNF | DNF |     |    |     |    |
| 1969   |     |     |     |     |     |     |     |     |     |     |     |     |    |     |    |
| 6      | 3   | DNF | 8   | 2   | 9   | 12* | 3   | 4   | DNF | 5   |     |     |    |     |    |
| 1970   |     |     |     |     |     |     |     |     |     |     |     |     |    |     |    |
| 4      | DNF | DNF | 3   | 5   | 13* | DNF | DNF | 6   | 3   | 8   | DNF | 5   |    |     |    |
| 1971   |     |     |     |     |     |     |     |     |     |     |     |     |    |     |    |
|        | 6   | DNF | 9   | 7   | 7   |     |     |     | DNF | 8   |     |     |    |     |    |
| 1972   |     |     |     |     |     |     |     |     |     |     |     |     |    |     |    |
|        | DNF | DNF | 1   | DNF | 15  | 11  | 9   | 8   | 8   | DNF | DNF |     |    |     |    |
| 1973   |     |     |     |     |     |     |     |     |     |     |     |     |    |     |    |
| DNF    | DNF | DNF | 5   | DNF | DNF | DNF | 11  | DNF | 5   | DNF | 5   | 13  | 4  | 9   |    |
| 1974   |     |     |     |     |     |     |     |     |     |     |     |     |    |     |    |
| 5      | 10  | 2   | DNF | 5   | DNF | DNF | DNF | 10  | 12  | DNF | DNF | DNF | NC | DNQ |    |

| Legende  | Legende            | Legende                                                          |
| Farbe    | Abkürzung          | Bedeutung                                                        |
| -------- | ------------------ | ---------------------------------------------------------------- |
| Gold     | –                  | Sieg                                                             |
| Silber   | –                  | 2. Platz                                                         |
| Bronze   | –                  | 3. Platz                                                         |
| Grün     | –                  | Platzierung in den Punkten                                       |
| Blau     | –                  | Klassifiziert außerhalb der Punkteränge                          |
| Violett  | DNF                | Rennen nicht beendet (did not finish)                            |
| Violett  | NC                 | nicht klassifiziert (not classified)                             |
| Rot      | DNQ                | nicht qualifiziert (did not qualify)                             |
| Rot      | DNPQ               | in Vorqualifikation gescheitert (did not pre-qualify)            |
| Schwarz  | DSQ                | disqualifiziert (disqualified)                                   |
| Weiß     | DNS                | nicht am Start (did not start)                                   |
| Weiß     | WD                 | zurückgezogen (withdrawn)                                        |
| Hellblau | PO                 | nur am Training teilgenommen (practiced only)                    |
| Hellblau | TD                 | Freitags-Testfahrer (test driver)                                |
| ohne     | DNP                | nicht am Training teilgenommen (did not practice)                |
| ohne     | INJ                | verletzt oder krank (injured)                                    |
| ohne     | EX                 | ausgeschlossen (excluded)                                        |
| ohne     | DNA                | nicht erschienen (did not arrive)                                |
| ohne     | C                  | Rennen abgesagt (cancelled)                                      |
| ohne     | keine WM-Teilnahme |                                                                  |
| sonstige | P/fett             | Pole-Position                                                    |
| sonstige | 1/2/3/4/5/6/7/8    | Punktplatzierung im Sprint-/Qualifikationsrennen                 |
| sonstige | SR/kursiv          | Schnellste Rennrunde                                             |
| sonstige | *                  | nicht im Ziel, aufgrund der zurückgelegten Distanz aber gewertet |
| sonstige | ()                 | Streichresultate                                                 |
| sonstige | unterstrichen      | Führender in der Gesamtwertung                                   |

### Le-Mans-Ergebnisse
| Jahr | Team                       | Fahrzeug                 | Teamkollege         | Platzierung             | Ausfallgrund       |
| ---- | -------------------------- | ------------------------ | ------------------- | ----------------------- | ------------------ |
| 1963 | Automobiles René Bonnet    | René Bonnet Aerodjet LM6 | Claude Bobrowski    | Rang 11 und Klassensieg |                    |
| 1964 | Automobiles René Bonnet    | René Bonnet Aerodjet     | Gérard Laureau      | Ausfall                 | Benzinpumpe        |
| 1966 | Matra Sports SARL          | Matra MS620              | Johnny Servoz-Gavin | Ausfall                 | Getriebeschaden    |
| 1967 | Equipe Matra Sports        | Matra MS630              | Johnny Servoz-Gavin | Ausfall                 | Ölpumpe            |
| 1969 | Equipe Matra ELF           | Matra MS650              | Piers Courage       | Rang 4                  |                    |
| 1970 | Equipe Matra-Simca         | Matra-Simca MS660        | Henri Pescarolo     | Ausfall                 | Kraftübertragung   |
| 1971 | Equipe Matra-Simca         | Matra-Simca MS660        | Chris Amon          | Ausfall                 | Benzineinspritzung |
| 1972 | Equipe Matra-Simca Shell   | Matra-Simca MS670        | Chris Amon          | Ausfall                 | Unfall             |
| 1973 | Equipe Matra-Simca Shell   | Matra-Simca MS670B       | François Cevert     | Ausfall                 | Unfall             |
| 1974 | Equipe Gitanes             | Matra-Simca MS680        | Jean-Pierre Jarier  | Ausfall                 | Motorschaden       |
| 1975 | Gitanes Automobiles Ligier | Ligier JS2               | Jean-Pierre Jarier  | Ausfall                 | Unfall             |
| 1976 | Inaltera                   | Inaltera LM              | Henri Pescarolo     | Rang 8 und Klassensieg  |                    |
| 1977 | Inaltera                   | Inaltera LM77            | Al Holbert          | Rang 13                 |                    |
| 1979 | Jean Rondeau               | Rondeau M379             | Henri Pescarolo     | Rang 10                 |                    |

### Einzelergebnisse in der Sportwagen-Weltmeisterschaft
| Saison | Team                                | Rennwagen                                 | 1   | 2   | 3   | 4   | 5   | 6   | 7   | 8   | 9   | 10  | 11  | 12  | 13  | 14  | 15  | 16  | 17  | 18  | 19  | 20  | 21  | 22  |
| ------ | ----------------------------------- | ----------------------------------------- | --- | --- | --- | --- | --- | --- | --- | --- | --- | --- | --- | --- | --- | --- | --- | --- | --- | --- | --- | --- | --- | --- |
| 1963   | René Bonnet Automobiles René Bonnet | René Bonnet Djet René Bonnet Aerodjet LM6 | DAY | SEB | SEB | TAR | SPA | MAI | NÜR | CON | ROS | LEM | MON | WIS | TAV | FRE | CCE | RTT | OVI | NÜR | MON | MON | TDF | BRI |
| 1963   | René Bonnet Automobiles René Bonnet | René Bonnet Djet René Bonnet Aerodjet LM6 |     |     |     | DNF |     |     | DNF |     |     | 11  |     |     |     |     |     |     |     |     |     |     |     |     |
| 1964   | Automobiles René Bonnet             | René Bonnet Djet René Bonnet Aerodjet     | DAY | SEB | TAR | MON | SPA | CON | NÜR | ROS | LEM | REI | FRE | CCE | RTT | SIM | NÜR | MON | TDF | BRI | BRI | PAR |     |     |
| 1964   | Automobiles René Bonnet             | René Bonnet Djet René Bonnet Aerodjet     |     |     |     |     |     |     | DNF |     | DNF | DNF |     |     |     |     |     |     |     |     |     |     |     |     |
| 1966   | Porsche Matra                       | Porsche 906 Matra MS620                   | DAY | SEB | MON | TAR | SPA | NÜR | LEM | MUG | CCE | HOK | SIM | NÜR | ZEL |     |     |     |     |     |     |     |     |     |
| 1966   | Porsche Matra                       | Porsche 906 Matra MS620                   |     |     |     |     |     | 11  | DNF |     |     |     |     |     |     |     |     |     |     |     |     |     |     |     |
| 1967   | Matra                               | Matra MS630                               | DAY | SEB | MON | SPA | TAR | NÜR | LEM | HOK | MUG | BRH | CCE | ZEL | OVI | NÜR |     |     |     |     |     |     |     |     |
| 1967   | Matra                               | Matra MS630                               |     |     |     | DNF |     |     |     |     |     |     |     |     |     |     |     |     |     |     |     |     |     |     |
| 1969   | Matra                               | Matra MS650                               | DAY | SEB | BRH | MON | TAR | SPA | NÜR | LEM | WAT | ZEL |     |     |     |     |     |     |     |     |     |     |     |     |
| 1969   | Matra                               | Matra MS650                               |     |     |     |     | 4   |     |     |     |     |     |     |     |     |     |     |     |     |     |     |     |     |     |
| 1970   | Matra                               | Matra MS650 Matra MS660                   | DAY | SEB | BRH | MON | TAR | SPA | NÜR | LEM | WAT | ZEL |     |     |     |     |     |     |     |     |     |     |     |     |
| 1970   | Matra                               | Matra MS650 Matra MS660                   | 18  |     | 12  | 5   |     |     |     | DNF |     |     |     |     |     |     |     |     |     |     |     |     |     |     |
| 1971   | Matra                               | Matra MS660                               | BUA | DAY | SEB | BRH | MON | SPA | TAR | NÜR | LEM | ZEL | WAT |     |     |     |     |     |     |     |     |     |     |     |
| 1971   | Matra                               | Matra MS660                               | DNF |     |     |     |     |     |     |     | DNF |     |     |     |     |     |     |     |     |     |     |     |     |     |
| 1972   | Matra                               | Matra MS670                               | BUA | DAY | SEB | BRH | MON | SPA | TAR | NÜR | LEM | ZEL | WAT |     |     |     |     |     |     |     |     |     |     |     |
| 1972   | Matra                               | Matra MS670                               |     |     |     |     |     |     | DNF |     |     |     |     |     |     |     |     |     |     |     |     |     |     |     |
| 1973   | Matra                               | Matra MS670                               | DAY | VAL | DIJ | MON | SPA | TAR | NÜR | LEM | ZEL | WAT |     |     |     |     |     |     |     |     |     |     |     |     |
| 1973   | Matra                               | Matra MS670                               | DNF | DNF | 3   | 11  |     |     | DNF | DNF | 2   | DNF |     |     |     |     |     |     |     |     |     |     |     |     |
| 1974   | Matra                               | Matra MS670 Matra MS680                   | MON | SPA | NÜR | IMO | LEM | ZEL | WAT | LEC | BRH | KYA |     |     |     |     |     |     |     |     |     |     |     |     |
| 1974   | Matra                               | Matra MS670 Matra MS680                   | DNF |     | 1   | 4   | DNF | 3   | 1   | 1   | 1   | 2   |     |     |     |     |     |     |     |     |     |     |     |     |
| 1975   | Ligier                              | Ligier JS2                                | DAY | MUG | DIJ | MON | SPA | PER | NÜR | ZEL | WAT |     |     |     |     |     |     |     |     |     |     |     |     |     |
| 1975   | Ligier                              | Ligier JS2                                |     | 7   | DNF | 21  |     |     |     |     |     |     |     |     |     |     |     |     |     |     |     |     |     |     |
| 1977   | Inaltera                            | Inaltera LM                               | DAY | MUG | DIJ | MON | SIL | NÜR | VAL | PER | WAT | EST | LEC | MOS | IMO | SAL | BRH | HOK | VAL |     |     |     |     |     |
| 1977   | Inaltera                            | Inaltera LM                               | 28  |     |     |     |     |     |     |     |     |     |     |     |     |     |     |     |     |     |     |     |     |     |
| 1979   | Jean Rondeau Team Benoit            | Rondeau M379 BMW 530i                     | DAY | SEB | TAL | MUG | DIJ | RIV | SIL | NÜR | LEM | PER | DAY | WAT | SPA | BRH | ROA | VAL | ELS |     |     |     |     |     |
| 1979   | Jean Rondeau Team Benoit            | Rondeau M379 BMW 530i                     |     |     |     |     |     |     |     |     | 10  |     |     |     | DNF |     |     |     |     |     |     |     |     |     |